# Adolf Topperwein
Adolph "Ad" Toepperwein (16 de outubro de 1869 Boerne, Texas — 04 de março de 1962 (92 anos) San Antonio, Texas), com sua esposa viajou como a dupla de atiradores de exibição "The Fabulous Topperweins".

## Biografia
Adolf Topperwein nasceu em 16 de outubro de 1869, em Boerne, Texas, filho de Johanna Bergman e Ferdinand Toepperwein. Em 1903 ele se casou com Elizabeth Servaty (conhecida como "Plinky") de New Haven, Connecticut. Em 1951, ele parou de fazer turnês e abriu um campo de tiro em Leon Springs, Texas.
Ele morreu em San Antonio, Texas, em 4 de março de 1962, e foi enterrado no "Mission Burial Park".

## Legado
Um museu "Toepperwein" foi inaugurado em maio de 1973 em San Antonio, Texas.